# Talpa-Ogrăzile
Talpa-Ogrăzile – wieś w Rumunii, w okręgu Teleorman, w gminie Talpa. W 2011 roku liczyła 983 mieszkańców.